# Haddy Jallow
Haddy Jallow (Gâmbia, 14 de outubro de 1985) é uma atriz gambiana-sueca. Ela é mais conhecida por sua atuação no filme Say That You Love Me (2006), pelo qual ganhou o Prêmio Guldbagge de Melhor Atriz.

## Biografia
Jallow mudou-se para a Suécia quando tinha oito anos. Sua família primeiro se estabeleceu em Rinkeby por um ano e depois em Skogås. Aos 15 anos foi escalada para um papel coadjuvante em En klass för sig, da SVT. O seu papel de estreia no cinema foi como Fatou em Säg att du lovens me, de Daniel Fridell, de 2006. Por essa atuação, ela recebeu um Prêmio Guldbagge de melhor protagonista feminina.

## Filmografia
- 2000 – En klass för sig (TV)
- 2006 – Säg att du älskar mig
- 2017 – Juleblod